# Cybaeus gotoensis
Espèce
Synonymes
- Dolichocybaeus gotoensis Yamaguchi & Yaginuma, 1971

Cybaeus gotoensis est une espèce d'araignées aranéomorphes de la famille des Cybaeidae.

## Distribution
Cette espèce est endémique des îles Gotō au Japon,.

## Étymologie
Son nom d'espèce, composé de goto et du suffixe latin -ensis, « qui vit dans, qui habite », lui a été donné en référence au lieu de sa découverte, les îles Gotō.

## Publication originale
- Yamaguchi & Yaginuma, 1971 : The fauna of the insular lava caves in West Japan VIII. Araneae (Part 2). Bulletin of the National Museum of Nature and Science, Tokyo, vol. 14, p. 171-180.